# Bernhard Hiebl
Bernhard Hiebl (* 21. August 1971 in Leoben) ist ein ehemaliger österreichischer Triathlet und Duathlet. Er ist mehrfacher Duathlon- und Triathlon-Staatsmeister (1999, 2000, 2005, 2006) und wird in der Bestenliste Österreicher Triathleten auf der Ironman-Distanz geführt.

## Werdegang
Bernhard Hiebl ist seit 2000 als Heeresleistungssportler aktiv und konnte nationale und internationale Erfolge im Duathlon und Triathlon erreichen.

### Staatsmeister Triathlon Kurzdistanz 1999
1999 beim Kirchbichl-Triathlon wurde Hiebl österreichischer Triathlon-Staatsmeister auf der olympischen Distanz (Kurzdistanz: 1,5 km Schwimmen, 40 km Radfahren und 10 km Laufen).

### Staatsmeister Duathlon 2000, 2005 und 2006
Eine geplante Teilnahme bei den Olympischen Spielen 2008 in Peking wurde verhindert, als Hiebl im Frühjahr 2007 am Pfeifferschen Drüsenfieber erkrankte. Bernhard Hiebl startete für das Team Zisser Enns.
Bernhard Hiebl startete bis 2008 auf der Kurzdistanz und ab 2008 auch bei Bewerben über die Langdistanz.

Im August 2008 konnte er bei seinem ersten Start auf der Langdistanz beim Ironman Canada nur 4 Minuten hinter dem Sieger Bryan Rhodes aus Neuseeland die Silbermedaille erringen.
Trotz der Qualifikation für den Ironman Hawaii im selben Jahr, verzichtete er auf einen Start.
Er lebt mit seiner Freundin  und den beiden Kindern in Leonding.

## Sportliche Erfolge
| Datum/Jahr    | Rang | Wettbewerb                                       | Austragungsort        | Zeit     | Bemerkung |
| ------------- | ---- | ------------------------------------------------ | --------------------- | -------- | --- |
| 9. Mai 2009   | 2    | ÖTRV Staatsmeisterschaft Triathlon Mitteldistanz | Graz                  | 03:38:02 | Österreichischen Meisterschaften über die Mitteldistanz am Schwarzlsee                                                                               |
| 10. Okt. 2009 | 43   | Ironman Hawaii                                   | Hawaii                | 09:14:19 | Ironman World Championship |
| 5. Juli 2009  | 4    | Ironman Austria                                  | Klagenfurt            | 08:22:08 | zweiter Start auf der Langdistanz (3,86 km Schwimmen, 180,2 km Radfahren und 42,195 km Laufen)                                                       |
| 24. Aug. 2008 | 2    | Ironman Canada                                   | Penticton             | 08:34:34 | Bernhard Hiebl konnte mit Silber die erste Medaille für Österreich beim Ironman in Canada erreichen – hinter dem Sieger Bryan Rhodes aus Neuseeland. |
| 20. Aug. 2006 | 3    | ÖTRV Staatsmeisterschaft Triathlon Kurzdistanz   | Neufeld an der Leitha |          | |
| 2004          | 1    | Krems Triathlon                                  | Krems                 | 01:55:26 | Sieger auf der olympischen Distanz |
| 1999          | 1    | ÖTRV Staatsmeisterschaft Triathlon Kurzdistanz   | Kirchbichl            |          | Österreichischer Triathlon-Staatsmeister beim Kirchbichl-Triathlon                                                                                   |

| Datum/Jahr    | Rang | Wettbewerb                        | Austragungsort | Zeit       | Bemerkung                                                                               |
| ------------- | ---- | --------------------------------- | -------------- | ---------- | --------------------------------------------------------------------------------------- |
| 7. Mai 2006   | 1    | ÖTRV Staatsmeisterschaft Duathlon | Ternitz        |            | über die Kurzdistanz bzw. Sprintdistanz (10 km Laufen, 40 km Radfahren und 5 km Laufen) |
| 24. Mai 2005  | 1    | ÖTRV Staatsmeisterschaft Duathlon | Kronstorf      |            |                                                                                         |
| 22. Aug. 2004 | 3    | Powerman Austria                  | Weyer          | 03:17:18,5 |                                                                                         |
| 2000          | 1    | ÖTRV Staatsmeisterschaft Duathlon | Kronstorf      |            |                                                                                         |